# Otiš
Otiš (szerbül: Отиш) szerb falu Bosznia-Hercegovinában, a Bosznia-hercegovinai Föderáció Una-Szanai kantonjában, Sanski Most községben.

## Fekvése
Bosznia-Hercegovina északnyugati részén, Bihácstól légvonalban 47, közúton 64 km-re keletre, Sanski Most központjától légvonalban 16, közúton 24 km-re nyugatra, a Grmeč-hegységben, a Palanačko polje karsztmező területén, az azonos nevű (815 m-es) magaslat alatt fekszik. A Palanačko polje keleti oldalán, az Otiš és a Gradina alatt jó néhány forrás található. Határában ered a Čardašnica-patak.

## Népessége
| Nemzetiségi csoport | Népesség 1991 | Népesség 2013 |
| ------------------- | ------------- | ------------- |
| Szerb               | 271           | 17            |
| Bosnyák             | 0             | 0             |
| Horvát              | 0             | 0             |
| Jugoszláv           | 0             | 0             |
| Egyéb               | 0             | 0             |
| Összesen            | 271           | 17            |

## Története
A falu felett az Otiš-hegy oldalában a mai Šainovac településrész területén, a Gradina nevű lelőhelyen ismeretlen korú erődítmény maradványai találhatók.
A történészek szerint a mai Otiš falu területén állt a középkorban Lužac (Lusci) vára és városa, amelyet először 1323-ban említenek II. István bosnyák bán oklevelében. Egyes történészek értékelése szerint itt volt Lužac megye székhelye is, míg mások szerint ez a hely Mren megyéhez tartozott. Egy 1351-ből származó iratban szerepel egy bizonyos Ratko Lužac. 1392-ben Dabiša István bosnyák király oklevélben említi Lušcit, mely az oklevél szerint Donji krajban található. 1392. július 17-én a király kíséretével és seregével együtt Lušcin tartózkodott és kiadott egy chartát a raguzai lakosok küldöttsége részére, amelyben megerősítette minden korábbi jogukat és kiváltságukat. Figyelembe véve a jelenlévő nemesek számát és a hadsereget, valószínűleg Grmeč-hegységnél készült a király egy a magyar hadsereggel vívandó csatára.
Az Oszmán Birodalom 1463-ban hódította meg Boszniának ezt a vidékét. Valósznűleg ekkor pusztult el a középkori vár és város, melynek helye ma sincs azonosítva. A szakemberek is csak közvetett bizonyítékokat látnak erre vonatkozóan. A középkori település neve ugyanis több környező földrajzi névben a 20. század elejéig fennmaradt. Talán erre utal a Jezernica víznyelőnél található Luščić nevű magaslat. A környező lakosság a Tukbobija, Otiš és Jelašinovac közötti mezőt mai is Lužačko poljénak nevezi. A Lužci szó szerepelt két közeli település, Lužci Palanka és Lužci Tukbobija nevében is, melyekből Lužci Paklanka község neve máig fennmaradt. Az osztrák-magyar uralom idején végzett boszniai népszámlálásokon Lužac községet 1910-ig önálló településként említik, ekkor azonban Lužci Tukbobija faluhoz csatolták. Az 1895-ös népszámláláskor Lušci községhez Mehmedagagići, Pothotiš, Selište, Vojnikovići és Lušci falvak tartoztak, amelyekben 67 ház volt, és amelynek 463 lakosa van (398 szerb és 70 muszlim), míg Tukobija falunak 38 háza és 316 lakosa volt (mind szerbek). A következő, 1910-es népszámláláskor már nem létezett Lušci falu, helyette Tukbobija 882 lakossal jelenik meg, ami azt jelenti, hogy Lušci községet hozzá csatolták. Tekintettel arra, hogy Podhotiš és Vojnikovići falu a mai Otiš területén találhatók, az Otiš-hegy lejtői alatt húzódó Otiš falu területén találhatók valószínűleg a középkori Lužac város maradványai is.
A középkori Lužacból a török korban Palanka lett. A nem messze tőle felvő települést ma is Lušci Palankának hívják. Ezen területek több térképén és leírásán, amelyeket a Bécsi Hadiarchívum őrzött, ott van Lužac neve is, amely nyolc változatban van feljegyezve, a következő kis eltérésekkel: Luxdzi, Lusczy, Lusci, Lusezi, Luxtzi, Luschi és Lušče (sorrend a név kora szerint). A hadilevéltárban levő legrégebbi feljegyzés Lušci faluról Bihács egyik leírásában található, de a terület 1789. március 17-i térképe az egyetlen olyan feljegyzés, amely szerint Lušcinak volt erődje. Ez alapján úgy tűnik, hogy a 18. század végéig a fontos középkori város, Lužac erődjének legalább egy részét megtartották. Ez az erőd a Gradina nevű lelőhelyen Otiš falu felett, és az Otiš-hegy lejtőjén lehetett, de ezt a feltételezést további, elsősorban régészeti kutatásoknak kell megerősíteni. A település 1878-ig volt az Oszmán Birodalom része, majd 1878-tól az Osztrák-Magyar Monarchia része lett. Az első osztrák-magyar népszámlálás során, 1879-ben a településen 256 lakost számláltak, közülük 209 ortodox szerb és 47 muszlim volt.
Az 1895-ös összeírás szerint 398 szerb és 70 muszlim (valamennyien a Vojnikovići településrészen) élt itt. 1910-ben Tukbobija község része volt. 1941-ben azok közé a falvak közé tartozott, ahol csak szerbek éltek. A boszniai háború idején a Sana hadművelet során szerb lakossága a szerb csapatokkal együtt elmenekült a támadó bosnyák csapatok elől és közülük csak kevesen tértek vissza. 2013-ban a településnek már csak 17 állandó lakosa volt.

## Nevezetességei
- A falu felett az Otiš-hegy lejtőjén, a Šainovac nevű településrésztől északra található a Gradina nevű lelőhely, melyet sokan a középkori Lusci vára maradványának tartanak.